# Штефановце (Пряшів)
Штефановце (словац. Štefanovce) — село в окрузі Пряшів Пряшівського краю Словаччини. Площа села 5,25 км². Станом на 31 грудня 2016 року в селі проживало 211 жителів.

## Історія
Перші згадки про село датуються 1331 роком.

## Населення
| Рік:            | 1994. | 2004.    | 2014.   | 2024.   |
| --------------- | ----- | -------- | ------- | ------- |
| Кількість осіб: | 194   | 224      | 210     | 207     |
| Різниця:        |       | +15,46 % | -6,25 % | -1,42 % |

| Рік:            | 2023. | 2024.  |
| --------------- | ----- | ------ |
| Кількість осіб: | 200   | 207    |
| Різниця:        |       | +3,5 % |